# (13272) Ericadavid
(13272) Ericadavid (1998 QH37) – planetoida z grupy pasa głównego asteroid okrążająca Słońce w ciągu 3,57 lat w średniej odległości 2,33 j.a. Odkryta 17 sierpnia 1998 roku.